# Óscar Freire
Óscar Freire Gómez, španski kolesar, * 15. februar 1976, Torrelavega.
Óscar Freire je trikratni kolesarski svetovni prvak, ta dosežkom je doslej uspel le še Bindi, Merckxu in van Steenbergnu. Sodi med sprinterske specialiste, zanj je značilno, da za doseganje visokih uvrstitev ne potrebuje množice klubskih tovarišev, ki bi mu pripravili sprint. Raje računa na faktor presenečenja.
Profesionalec je postal leta 1998 pri moštvu Vitalicio Seguros. Prvi veliki uspeh je doživel naslednjo leto, ko je prvič postal svetovni prvak (kasneje še v letih 2001 in 2004). Na tritedenskih dirkah ima 6 zmag, po tri na Vuelti in Touru.
Freire meri 1.71 m in tehta 63 kg.

## Največji uspehi
| Uvrstitev | Vrsta dirke                      | Sezona           | Država                         |
| --------- | -------------------------------- | ---------------- | ------------------------------ |
| 1. mesto  | Svetovno prvenstvo, cestna dirka | 1999, 2001, 2004 | Francija, Portugalska, Italija |
| 1. mesto  | 3 etape na Vuelti                | 2x 2000, 2004    | Španija                        |
| 1. mesto  | 3 etape na Touru                 | 2002, 2x 2006    | Francija                       |
| 1. mesto  | Milano-San Remo                  | 2004             | Italija                        |
| 1. mesto  | Tirreno-Adriatico                | 2005             | Italija                        |